# Пейзаж на берегу Сены
«Пейзаж на берегу Сены» (фр. Paysage bords de Seine) — масляная картина французского импрессиониста Огюста Ренуара. В 1951 году картина была украдена из Балтиморского художественного музея и вновь обнаружена лишь в 2012 году.
Картина была написана в 1879 году. Она была приобретена парижской картинной галереей Бернаим-Жён (фр. Bernheim-Jeune) предположительно у Альфонсины Фурнез Папийон (фр. Alphonsine Fournaise Papillon), изображённой на картине «Завтрак гребцов». В 1926 году полотно у галереи выкупила коллекционер Сэйди Мэй. Спустя 11 лет она передала картину на хранение в Балтиморский художественный музей.
В середине ноября 1951 года, во время выставки «От Энгра до Гогена» (англ. From Ingres to Gauguin), картина была украдена. Страховые выплаты, полученные музеем, составили 2500 $. В июле 2012 года американка Марсия Фукуа (англ. Marcia Fuqua) принесла картину на аукцион в городе Александрия в штате Виргиния на продажу. Фукуа заявила, что приобрела картину в конце 2009 года на блошином рынке в Западной Виргинии за 7 $ якобы из-за приглянувшейся ей рамки. Однако её родственник сообщил о том, что картина находилась в семье на протяжении последних 50 или 60 лет, что впоследствии подтвердили знакомые семьи Фукуа. Полотно было снято с аукциона, а ФБР начало расследование в отношении его кражи. Наконец, 10 января 2014 года федеральный судья Леони Бринкема (англ.) постановила вернуть картину Балтиморскому музею. Реальная стоимость картины может достигать 100 000 $.